# LVFA Femenina 2017-2018
La LVFA Femenina 2017-2018 è la 3ª edizione del campionato di football americano femminile, organizzato dalla FFACV.

## Squadre partecipanti
| Club                   | Città               | Stadio | Sponsor ufficiale | Risultato nella stagione 2017 |
| ---------------------- | ------------------- | ------ | ----------------- | ----------------------------- |
| Alicante Sharks        | Alicante            |        |                   |                               |
| Barberá Rookies B      | Tres Cantos         |        |                   |                               |
| Granada Lions          | Granada             |        |                   |                               |
| Las Rozas Black Demons | Las Rozas de Madrid |        |                   |                               |
| Valencia Firebats      | Valencia            |        |                   |                               |

## Stagione regolare

### Calendario

#### 1ª giornata - Trofeo Las Rozas LG OLED de FA Femenino
| Las Rozas de Madrid 10 dicembre 2017, ore 12:00 | Las Rozas Black Demons | 6 – 25 | Alicante Sharks |  |

#### 2ª giornata
| Valencia 17 dicembre 2017, ore 16:30 | Valencia Firebats | 26 – 18 | Barberá Rookies B |  |

#### 3ª giornata
| Alicante 13 gennaio 2018, ore 13:00 | Alicante Sharks | 45 – 12 | Barberá Rookies B |  |

#### 4ª giornata - Copa Femenina Ciudad de Maracena
| Maracena 21 gennaio 2018, ore 12:00 | Granada Lions | 6 – 38 | Las Rozas Black Demons |  |

#### 5ª giornata
| Alicante 27 gennaio 2018, ore 11:00 | Alicante Sharks | 6 – 20 | Valencia Firebats |  |

#### 6ª giornata -  Copa Femenina Ciudad de Barberá
| Barberà del Vallès 4 febbraio 2018, ore 12:00 | Barberá Rookies B | 40 – 12 | Valencia Firebats |  |

#### 7ª giornata
| Maracena 25 febbraio 2018, ore 12:00 | Granada Lions | 14 – 55 | Alicante Sharks |  |

| Torrent 25 febbraio 2018, ore 12:00 | Valencia Firebats | 43 – 24 | Las Rozas Black Demons |  |

#### 8ª giornata -  Copa Femenina Ciudad de Barberá
| Barberà del Vallès 11 marzo 2018, ore 11:00 | Barberá Rookies B | 25 – 14 | Las Rozas Black Demons |  |

#### 9ª giornata
| Las Rozas de Madrid 14 aprile 2018, ore 16:00 | Las Rozas Black Demons | 38 – 6 | Barberá Rookies B |  |

| Alicante 15 aprile 2018, ore 16:00 | Alicante Sharks | 14 – 0 | Granada Lions |  |

#### 10ª giornata -  Copa Femenina Ciudad de Granada
| Maracena 22 aprile 2018, ore 12:00 | Granada Lions | 25 – 34 | Valencia Firebats |  |

#### 11ª giornata
| Valencia 29 aprile 2018, ore 12:00 | Valencia Firebats | 14 – 13 | Alicante Sharks |  |

#### 12ª giornata - Copa Femenina Ciudad de Barberá
| Barberà del Vallès 6 maggio 2018, ore 16:00 | Barberá Rookies B | 44 – 24 | Granada Lions |  |

#### 13ª giornata - Trofeo Las Rozas LG OLED de FA Femenino
| Las Rozas de Madrid 13 maggio 2018, ore 12:00 | Las Rozas Black Demons | 31 – 0 | Granada Lions |  |

### Classifica
La classifica della regular season è la seguente:
- PCT = percentuale di vittorie, G = partite giocate, V = partite vinte,  P = partite perse, PF = punti fatti, PS = punti subiti

| Pos. | Squadra                | PCT  | G | V | N | P | PF  | PS  |
| ---- | ---------------------- | ---- | - | - | - | - | --- | --- |
| 1    | Valencia Firebats      | .833 | 6 | 5 | 0 | 1 | 149 | 126 |
| 2    | Alicante Sharks        | .667 | 6 | 4 | 0 | 2 | 158 | 66  |
| 3    | Las Rozas Black Demons | .500 | 6 | 3 | 0 | 3 | 151 | 105 |
| 4    | Barberá Rookies B      | .500 | 6 | 3 | 0 | 3 | 145 | 159 |
| 5    | Granada Lions          | .000 | 6 | 0 | 0 | 6 | 69  | 216 |

## III Final de la LVFA Femenina
| Valencia 26 maggio 2018, ore 17:00 | Valencia Firebats | 46 – 18 | Alicante Sharks |  |

## Verdetti
- Valencia Firebats Campionesse della LVFA Femenina (1º titolo)